# Béla Guttmann
Pour les articles homonymes, voir Guttmann.
Béla Guttmann (né le 13 mars 1900 à Budapest en Autriche-Hongrie, aujourd'hui en Hongrie, et mort le 28 août 1981 à Vienne en Autriche), est un footballeur international hongrois, naturalisé autrichien en 1956, qui évoluait au poste de défenseur ou milieu, avant d'ensuite devenir entraîneur.
Guttmann est considéré comme l'un des inventeurs du 4-2-4, une tactique qu'il introduira lors de son passage au Brésil en 1957 et qui fera le succès de la Seleçao lors des coupes du monde de 1958 et 1962.
En 40 ans d'activité, il change d'équipe à vingt-et-une reprises, voyageant à travers le monde et travaillant dans des clubs prestigieux comme l'AC Milan, Peñarol, le FC Porto, le São Paulo FC, Benfica (il lança et fut le mentor du jeune joueur du club à l'époque Eusébio) ou encore Budapest Honvéd et l'Újpest TE entre autres. Il possède l'un des plus beaux palmarès au poste d'entraîneur : deux coupes d'Europe des clubs champions avec le SL Benfica (en 1960-61 et 1961-62), sept titres de championnats nationaux (Hongrie, Italie, Portugal, Uruguay et Brésil) et sept coupes nationales.
Pour autant, sa riche carrière n'est pas sans polémiques, Guttmann conservant son poste rarement plus de deux saisons. Sa haute opinion de lui-même, son ton ironique, cynique et cassant ainsi que ses exigences salariales élevées en ont fait un entraîneur charismatique, sujet de controverses dans la presse, précurseur d'un Helenio Herrera ou plus récemment d'un José Mourinho.

## Biographie

### Carrière de joueur

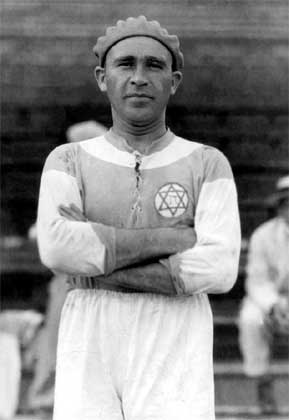
Béla Guttmann en 1925 au Hakoah de Vienne.

Né à Budapest d'une famille juive, ses parents, Abraham et Eszter, l'incitent très tôt à la pratique du ballet. À 16 ans, il possède déjà la qualité d'instructeur de danse classique, mais préfère toutefois se dédier au football, sport qui commence à cette période à prendre de plus en plus d'importance dans l'empire d'Autriche-Hongrie.
Il commence sa carrière de footballeur en 1919, au poste d'arrière latéral avec le MTK Budapest, club avec lequel il remporte deux championnats de Hongrie en 1921 et 1922. Il décide ensuite de rejoindre l'Autriche voisine et l'Hakoah de Vienne, club de la communauté juive de la capitale, en parallèle à ses études de psychologie.
Durant cette période, il rejoint également l'équipe de Hongrie (disputant son premier match international à Budapest le 5 juin 1921 lors d'un succès 3-0 contre l'Allemagne, match au cours duquel il inscrivit son seul et unique but en sélection), avec laquelle il disputa les Jeux olympiques d'été de 1924 à Paris.
À partir de 1926, il émigre aux États-Unis où la pratique du football est encore anecdotique, et se retrouve rapidement en proie à des difficultés économiques, devant même pour compléter ses revenus se remettre à donner des cours de danse. Il effectue le reste de sa carrière américaine dans l'American Soccer League (il poursuit sa carrière dans différents club de New York et Brooklyn). Durant sa période new-yorkaise, il achète un speakeasy et spécule en bourse, mais finit par perdre en tout pas moins de 50 000 $ lors du krach de 1929.
Aux États-Unis, il dispute 186 apparitions au total avant de quitter l'Amérique pour rentrer en Autriche en 1932.
Il joue alors une dernière saison dans un club qu'il connait bien, l'Hakoah de Vienne, avant de prendre sa retraite définitive de joueur au bout d'une saison, en 1933.

### Carrière d'entraîneur
L'année de sa retraite de joueur, il entame une nouvelle carrière d'entraîneur, et prend en main son ancien club de l'Hakoah Vienne où il reste en tout deux saisons.
Il est profondément marqué par la Seconde Guerre mondiale et par la Shoah, durant laquelle meurt son frère aîné. Selon certaines sources, il pourrait durant cette période s'être réfugié en  Suisse ou au Brésil, tandis que d'autres affirment qu'il aurait été enfermé dans un camp de concentration, mais interrogé sur ce thème, Guttmann répondait toujours la même chose: « Seul Dieu m'a aidé ». En 1942, il épouse Marianne, et à son retour au pays après la guerre, il se remet à entraîner après sept années d'interruption (tout d'abord le Budapesti Vasas SC). C'est à cette période qu'il commence à apprendre le portugais.
En décembre 1953, il prend pour la première fois de sa carrière les rênes d'un grand club européen avec le Milan AC, prenant le relais d'Arrigo Morselli. Il termine la saison de Serie A 1953-54 à la 3e place. La saison suivante, malgré le fait que son équipe soit la première au classement, il est limogé en cours de saison (et remplacé en février 1955 par Héctor Puricelli), le Milan remportant finalement sans lui son 5e scudetto à la fin de la saison. La saison suivante, il reste tout de même en Italie et prend la tête des néo-promus du Lanerossi Vicence.
Le summum de sa carrière intervient lorsqu'il débarque dans la capitale portugaise en 1959 à Lisbonne pour entraîner le Benfica. Il transforme rapidement l'équipe en une des meilleures du continent. Déjà doté d'un expérience en la personne de Mário Coluna, il lance dans le bain professionnel le futur ballon d'or Eusébio (sur recommandation de son ami brésilien José Carlos Bauer qui avait repéré le jeune prodige au Mozambique).
Guttmann devient un véritable globe-trotteur au poste d'entraîneur, qui lui vaudra sa célébrité, et plus d'une vingtaine d'équipes ont été sous ses ordres, il fut l'un des précurseurs de la tactique du 4-2-4 qui fit le succès de nombreuses équipes entre les années 1950 et 1960 notamment.
À sa mort en 1981, il est enterré au cimetière juif de Vienne. Cette même année, il est nommé parmi l'« International Jewish Sports Hall of Fame ». En 2007, le journal anglais The Times la place à la 8e place des entraîneurs les plus influents de l'histoire.

## Anecdote
Après ses deux C1 remportés avec le Benfica, Guttmann, satisfait de son travail, demande au club une revalorisation salariale qu'il n'obtiendra finalement jamais. Déçu, il quitte alors le club et le maudira en lançant cette phrase célèbre :

« Je m'en vais en vous maudissant. À partir d’aujourd’hui et pendant 100 ans, Benfica ne remportera pas une Coupe d’Europe. »

— Malédiction de Guttmann
La malédiction s'opère alors dès le départ de Guttmann, s'étendant même sur la C3. Depuis le départ du sorcier hongrois, Benfica n'a plus remporté de coupe d'Europe, et pire encore, a échoué 8 fois en finale (battu lors des finales de C1 de 1962-63, 1964-65, 1967-68, 1987-88 et 1989-90, ainsi que lors des finales de C3 de 1982-83, 2012-13 et 2013-14).
Pour parer la malédiction, le président du Benfica Luís Filipe Vieira, décide même pour fêter les 110 ans du club en 2014, d'ériger une statue de Guttmann de plus de deux mètres fabriquée en Hongrie avec ses deux C1 dans les mains (pour chasser la malédiction en faisant revenir l'esprit du hongrois).

## Palmarès

### Joueur
| MTK Budapest - Championnat de Hongrie (2) : - Champion : 1919-20 et 1920-21. |  | Hakoah Vienne - Championnat d'Autriche (1) : - Champion : 1924-25. |  | New York Hakoah (en) - Coupe des États-Unis (1) : - Vainqueur : 1928-29. |

### Entraîneur
| Újpest TE - Championnat de Hongrie (2) : - Champion : 1938-39 et 1946-47. - Coupe Mitropa (1) : - Vainqueur : 1939. |  | São Paulo FC - Championnat de São Paulo (1) : - Champion : 1957. |  | FC Porto - Championnat du Portugal (1) : - Champion : 1958-59. - Coupe du Portugal : - Finaliste : 1958-59. |  | Benfica - Coupe des clubs champions (2) : - Vainqueur : 1960-61 et 1961-62. - Championnat du Portugal (2) : - Champion : 1959-60 et 1960-61. - Vice-champion : 1965-66. - Coupe du Portugal (1) : - Vainqueur : 1961-62. |  | Peñarol - Championnat d'Uruguay (1) : - Champion : 1962. |

#### Distinctions personnelles
- 9e meilleur entraîneur de tous les temps par World Soccer: 2013[13],[14]
- 16e meilleur entraîneur de tous les temps par ESPN: 2013[15]
- 20e meilleur entraîneur de tous les temps par France Football : 2019[16],[17],[18]

## Statistiques

### Statistiques en club
| Club                                    | Saison                     | Championnat                | Championnat | Championnat | Coupe  | Coupe | Total  | Total |
| Club                                    | Saison                     | Comp.                      | Matchs      | Buts        | Matchs | Buts  | Matchs | Buts  |
| --------------------------------------- | -------------------------- | -------------------------- | ----------- | ----------- | ------ | ----- | ------ | ----- |
| MTK Budapest ()                         | 1919-1920                  | NB                         | ?           | ?           | ?      | ?     | ?      | ?     |
| MTK Budapest ()                         | 1920-1921                  | NB                         | ?           | ?           | ?      | ?     | ?      | ?     |
| Total MTK                               | Total MTK                  | Total MTK                  | ?           | ?           | ?      | ?     | ?      | ?     |
| Hakoah Vienne ( Autriche)               | 1921-1922                  | EK                         | 11          | 0           | 2      | 1     | 13     | 1     |
| Hakoah Vienne ( Autriche)               | 1922-1923                  | EK                         | 24          | 1           | 5      | 1     | 29     | 2     |
| Hakoah Vienne ( Autriche)               | 1923-1924                  | EK                         | 21          | 3           | 1      | 0     | 22     | 3     |
| Hakoah Vienne ( Autriche)               | 1924-1925                  | 1.K                        | 16          | 0           | 1      | 0     | 17     | 0     |
| Hakoah Vienne ( Autriche)               | 1925-1926                  | 1.K                        | 22          | 4           | 0      | 0     | 22     | 4     |
| Hakoah Vienne ( Autriche)               | 1926                       | 1.K                        | 2           | 0           | 0      | 0     | 2      | 0     |
| Brooklyn Wanderers (en) ( États-Unis)   | 1926                       | ASL                        | ?           | ?           | ?      | ?     | ?      | ?     |
| Total BK Wanderers                      | Total BK Wanderers         | Total BK Wanderers         | ?           | ?           | ?      | ?     | ?      | ?     |
| New York Giants (en) ( États-Unis)      | 1926-1927                  | ASL                        | 35          | 0           | 2      | 0     | 37     | 0     |
| New York Giants (en) ( États-Unis)      | 1927-1928                  | ASL                        | 43          | 2           | 5      | 0     | 48     | 2     |
| New York Giants (en) ( États-Unis)      | 1928-1929                  | ASL                        | 5           | 0           | 0      | 0     | 5      | 0     |
| New York Hakoah (en) ( États-Unis)      | 1929-1930                  | ASL                        | 21          | 0           | 7      | 0     | 28     | 0     |
| New York Soccer Club (en) ( États-Unis) | 1930                       | ASL                        | 22          | 0           | 0      | 0     | 22     | 0     |
| Total NY Giants/NY SC                   | Total NY Giants/NY SC      | Total NY Giants/NY SC      | 133         | 2           | 11     | 0     | 144    | 2     |
| Hakoah All-Stars (en) ( États-Unis)     | 1931                       | ASL                        | 14          | 0           | 1      | 0     | 15     | 0     |
| Hakoah All-Stars (en) ( États-Unis)     | 1931                       | ASL                        | 19          | 0           | 0      | 0     | 19     | 0     |
| Hakoah All-Stars (en) ( États-Unis)     | 1932                       | ASL                        | 17          | 0           | 3      | 0     | 20     | 0     |
| Total NY Hakoah/Hakoah A-S              | Total NY Hakoah/Hakoah A-S | Total NY Hakoah/Hakoah A-S | 71          | 0           | 11     | 0     | 82     | 0     |
| Hakoah Vienne ( Autriche)               | 1932-1933                  | 1.K                        | 4           | 0           | 0      | 0     | 4      | 0     |
| Total Hakoah Vienne                     | Total Hakoah Vienne        | Total Hakoah Vienne        | 100         | 8           | 9      | 2     | 109    | 10    |
| Total carrière                          | Total carrière             | Total carrière             | 276         | 10          | 27     | 2     | 303    | 12    |

### Matchs internationaux
|   | Date        | Lieu     | Adversaire | Résultats | Buts    | Compétitions |
| - | ----------- | -------- | ---------- | --------- | ------- | ------------ |
| 1 | 5 juin 1921 | Budapest | Allemagne  | 3-0       | 1 (29e) | Match amical |
| 2 | 18 mai 1924 | Zurich   | Suisse     | 3-0       | 0       | Match amical |
| 3 | 26 mai 1924 | Paris    | Pologne    | 5-0       | 0       | JO 1924      |
| 4 | 26 mai 1924 | Paris    | Égypte     | 0-3       | 0       | JO 1924      |